# فلوریستن (کالیفرنیا)
فلوریستن (به انگلیسی: Floriston) یک منطقهٔ مسکونی در ایالات متحده آمریکا است که در شهرستان نوادا، کالیفرنیا واقع شده‌است. فلوریستن ۲٫۴۶۱ کیلومتر مربع مساحت و ۷۳ نفر جمعیت دارد و ۱٬۹۴۴٫۹۵ متر بالاتر از سطح دریا واقع شده‌است.